# Kutusow-Prospekt

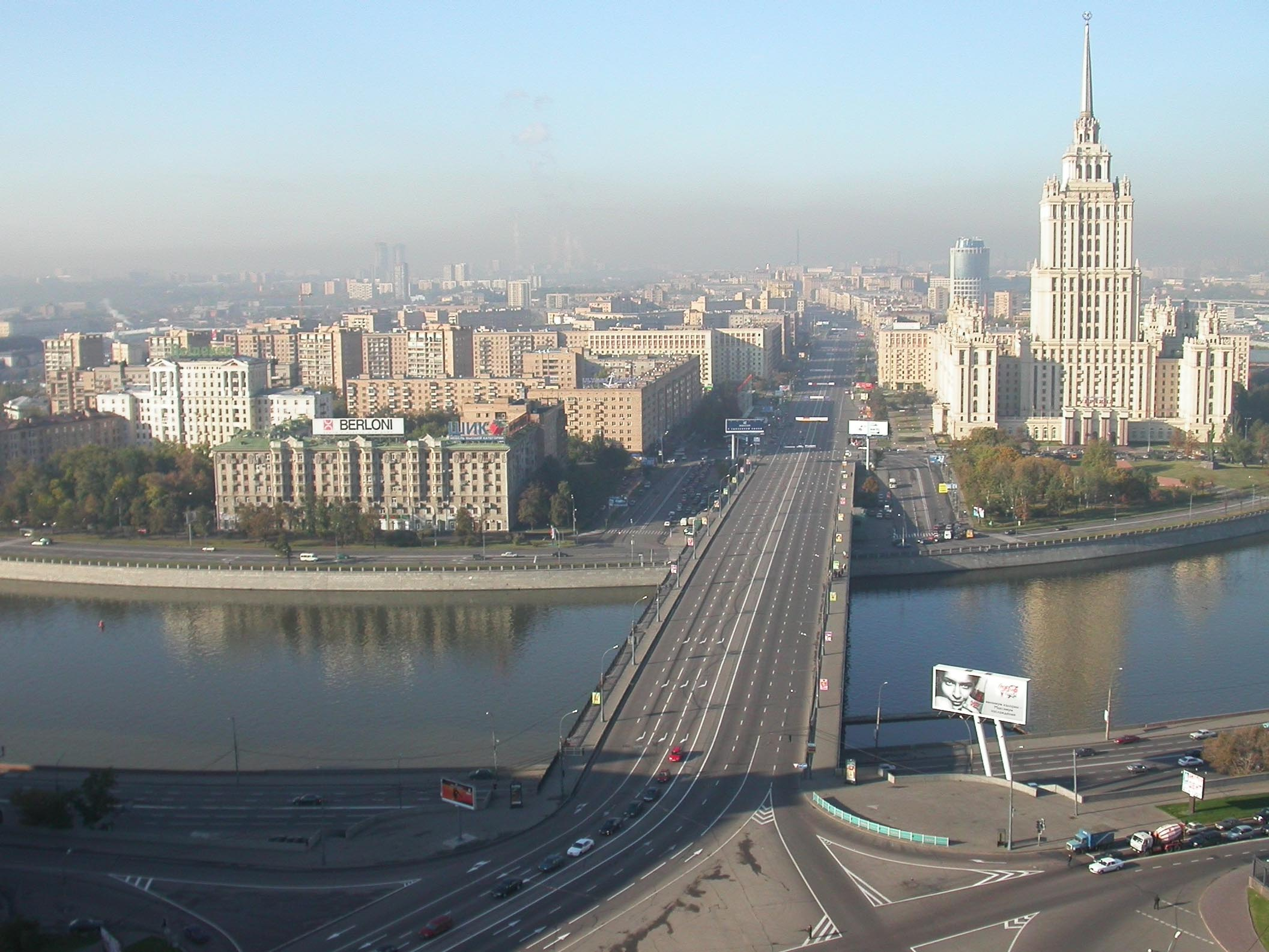
Aussicht über den östlichen Abschnitt des Prospekts hinter der Neuen Arbatbrücke; rechts das Hotel Ukraine

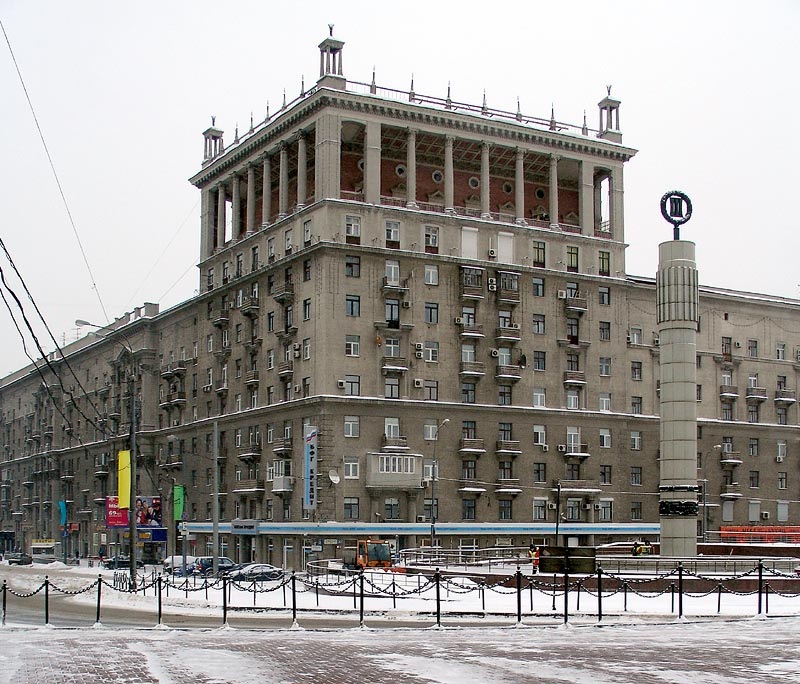
Eines der Wohnhäuser im Stil des Sozialistischen Klassizismus

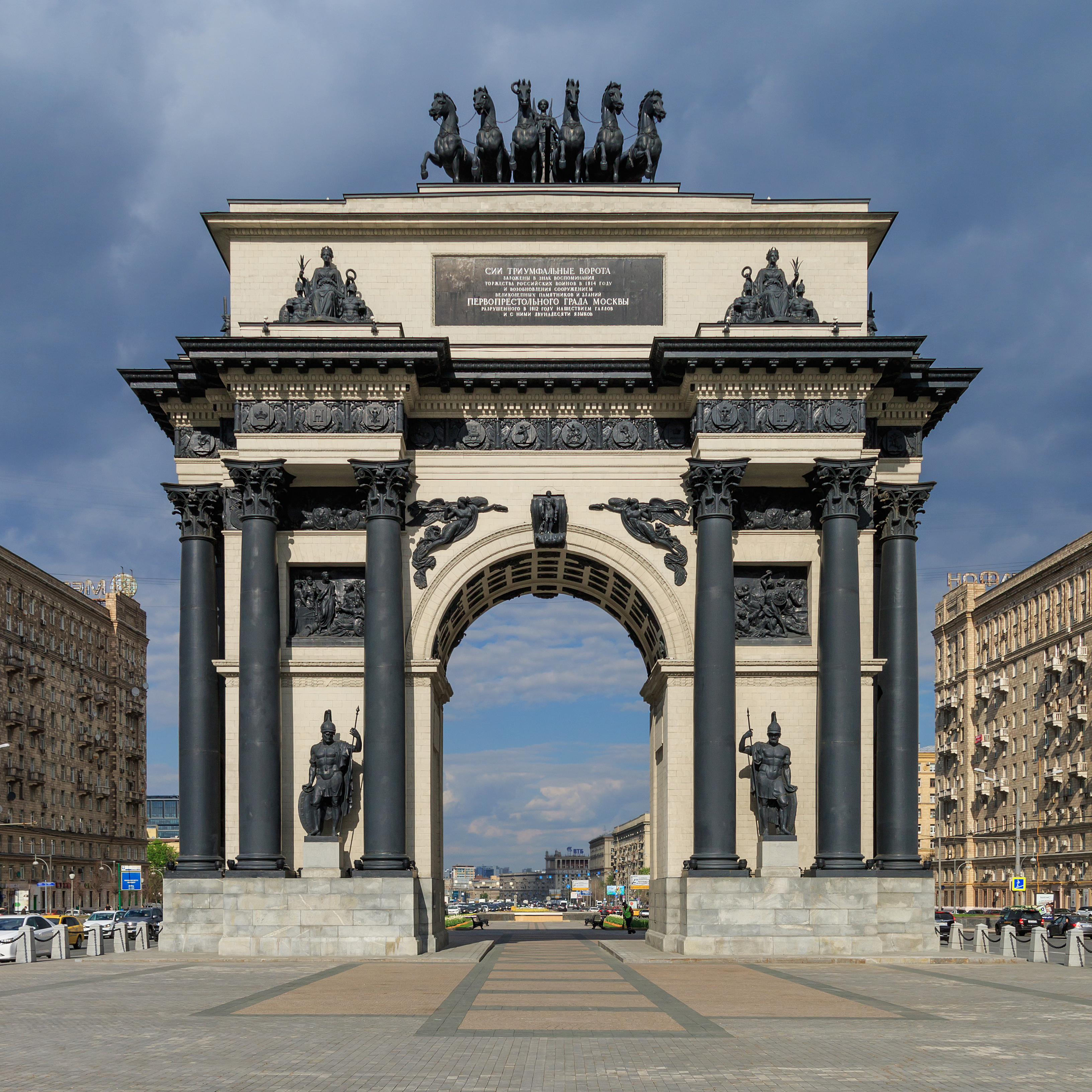
Triumphbogen auf dem Siegesplatz

Der Kutusow-Prospekt (russisch Кутузовский проспект) ist eine Hauptstraße in Moskau (Russland) und der Anfangsabschnitt der Fernstraße M1 (Moschaisker Chaussee).

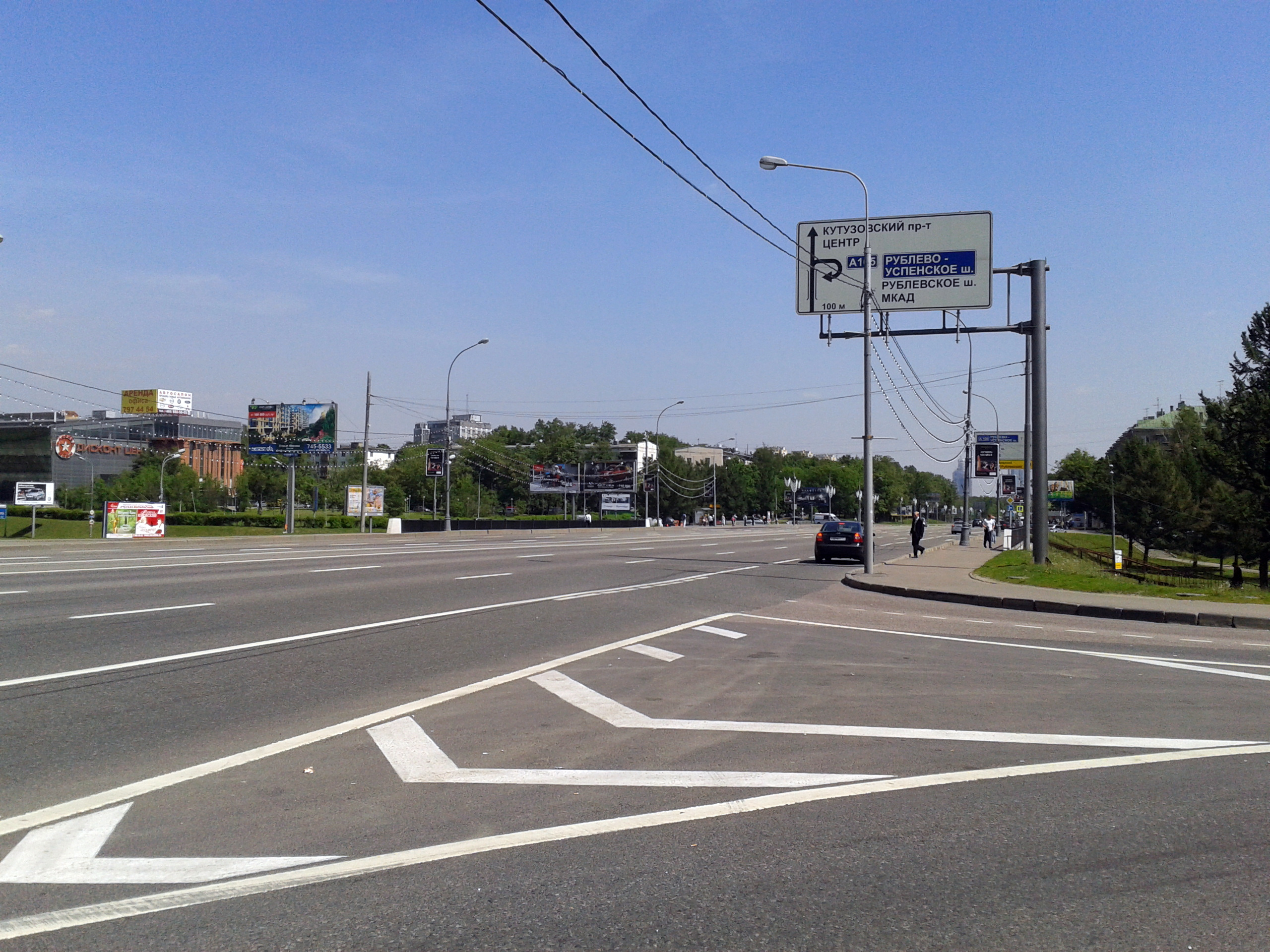
Der letzte Kilometer des Kutusow-Prospekts. Blick von der Moschaisk-Autobahn.

Der Prospekt ist 8,3 Kilometer lang und erstreckt sich von Ost nach West zwischen der Neuen Arbatbrücke über die Moskwa bis zur Mündung der beiden Straßen Rubljower Chaussee und Aminjewoer Chaussee, danach verläuft er unter der Bezeichnung Moschaisker Chaussee stadtauswärts weiter. Die östlichen Abschnitte des Prospekts gehören verwaltungstechnisch zum Moskauer Stadtteil Dorogomilowo und der Teil westlich des Siegesplatzes zum Stadtteil Fili-Dawydkowo, beide wiederum zum Verwaltungsbezirk West. Der gesamte Prospekt ist verkehrlich intensiv erschlossen, die Fahrbahn hat acht bis zehn Spuren und ist frei von niveaugleichen Kreuzungen. Den Prospekt befahren zahlreiche Linien von Stadt- und Überlandbussen sowie Trolleybussen, auch die U-Bahn-Stationen Kutusowskaja, Park Pobedy und Slawjanski Bulwar haben Ausgänge zum Kutusow-Prospekt.

## Geschichte
Bis zum frühen 20. Jahrhundert hieß auch der Abschnitt des heutigen Kutusow-Prospektes westlich der Moskauer Stadtgrenze (diese kreuzte den Prospekt etwa einen Kilometer westlich des Moskwa-Ufers) Moschaisker Chaussee (russ. Можайское шоссе), da diese Straße die wichtigste Verbindung zwischen Moskau und der Stadt Moschaisk sowie weiter westlich auch mit Smolensk, Minsk und letztlich auch mit großen Teilen Europas darstellte. Innerhalb der Stadtgrenze wich die Führung der Moschaisker Landstraße von der heutigen Führung des Prospekts ab: Stadteinwärts Reisende gelangten nach dem Passieren der Stadtgrenze über die heutige Große Dorogomilower Straße (Большая Дорогомиловская улица) ins Stadtzentrum, wo sie die Moskwa über die Borodino-Brücke überquerten und weiter über den alten Arbat bis hin zum Kreml gelangen konnten. Das Teilstück des Kutusow-Prospekts östlich der ehemaligen Stadtgrenze, das nördlich der Großen Dorogomilower Straße annähernd parallel zu der selbigen verläuft, wurde erst 1957 verlegt. Gleichzeitig entstand die Neue Arbatbrücke und östlich davon als Fortsetzung des Kutusow-Prospekts in Richtung Stadtzentrum der Neue Arbat. Durch den Bau des Neuen Arbat und des östlichen Teilstücks der Moschaisker Landstraße, bei dem stellenweise ganze Stadtviertel eingeebnet und kleinere Gassen ganz oder teilweise aufgelöst wurden, entstand eine geradlinige mehrspurige Straßenverbindung zwischen dem Kreml und dem westlichen Stadtrand Moskaus (darunter auch mit den ehemals selbständigen Orten Fili und Kunzewo).
Ebenfalls 1957 erhielt der Prospekt seinen heutigen Namen zu Ehren von Michail Kutusow, einem bedeutenden Heerführer im Krieg gegen Napoleon 1812, als der Moschaisker Landstraße eine Schlüsselrolle bei der Verteidigung Moskaus vor aus westlicher Richtung aufkommenden Franzosen zufiel. Einige Bauwerke auf dem Kutusow-Prospekt erinnern bis heute an die Ereignisse von 1812, so das zum 150. Jahrestag der Schlacht von Borodino errichtete runde Gebäude des Borodino-Panoramamuseums (Haus 38 am Kutusow-Prospekt) sowie in der Nähe hiervon das Ensemble des Siegesplatzes mit dem monumentalen Triumphbogen nach einem Entwurf von Joseph Bové. Der Abschnitt des Prospekts westlich des Triumphbogens wurde 1976 in Prospekt Marschala Gretschko (russ. Проспект Маршала Гречко) zu Ehren des kurz zuvor verstorbenen sowjetischen Verteidigungsministers Andrei Gretschko umbenannt, wurde 1992 aber erneut Teil des Kutusow-Prospekts.
Als wichtige Ausfallstraße Moskaus wurde der Kutusow-Prospekt ab den 1930er-Jahren intensiv im Stil des Sozialistischen Klassizismus bebaut, dabei ließen sich in besonders repräsentativen Wohnhäusern (Beispiel: Häuser 21, 22, 23, 24, 26, 35) oftmals hochrangige Parteifunktionäre und Staatsmänner nieder (in den 1970er- und 1980er-Jahren unter anderem Schtscholokow, Breschnew und Andropow). Aus diesem Grund galt der Prospekt lange Zeit als die renommierteste Wohngegend der Sowjetunion und ist auch heute noch durch äußerst teure Wohn- und Büroflächen bekannt. Hinzu kommt, dass die Straße auch heute regelmäßig von Staatsmännern befahren wird (etwa vom Präsidenten auf dem Weg zwischen dem Kreml und der Wohnresidenz westlich von Moskau). Aufgrund der Vielzahl von Fahrspuren und des kreuzungsfreien Ausbaus gibt es hier im Unterschied zu anderen großen Straßen Moskaus nur selten Verkehrsstaus.
Ein besonders markantes Bauwerk des Sozialistischen Klassizismus auf dem Prospekt ist das 1957 fertiggestellte Hotel Ukraine, das den Prospekt von der Neuen Arbatbrücke aus Richtung Westen eröffnet. Es ist eines der in den Nachkriegsjahren erbauten „Sieben Schwestern“, somit ein Symbol der Moskauer Architektur der Sowjetzeit.